# Wera Meyer-Waldeck
Wera Hanna Alice Meyer-Waldeck (* 6. Mai 1906 in Dresden; † 25. April 1964 in Bonn) war eine deutsche Architektin.

## Leben
Wera Meyer-Waldeck wuchs von ihrem zweiten bis achten Lebensjahr in Alexandria auf. Den Ersten Weltkrieg verbrachte sie mit ihrer Familie in der Schweiz. 1921 zog sie nach Dresden um ihre Schulbildung abzuschließen. Nach einer zweijährigen Ausbildung als Kindergärtnerin studierte Meyer-Waldeck von 1924 bis 1927 Grafik bei Georg Erler an der Akademie für Kunstgewerbe Dresden. 1927 ging sie ans Bauhaus in Dessau und machte neben dem Studium der Architektur und Malerei eine Lehre in der Möbelwerkstatt am Bauhaus bei Marcel Breuer. Dabei entstanden verschiedene Entwürfe wie ein Teetisch oder ein Schulschreibtisch für die Bundesschule des ADGB in Bonn. 1932 legte sie als erste Frau in Thüringen die Tischlergesellenprüfung ab. Im selben Jahr schloss sie ihr Studium als Diplom-Architektin ab. Während ihres Studiums erlebte sie alle drei Direktoren des Bauhauses.
Anschließend arbeitete sie als technische Zeichnerin bei den Junkerswerken in Dessau, ab 1937 im Planungsbüro der Reichsautobahnen in Berlin, ab 1939 als Architektin in der Reichsbahnbaudirektion Berlin. 1942 wurde sie Leiterin des Planungsbüros der Berg- und Hüttenwerksgesellschaft Karwin-Thzynietz, das sich mit dem Bau von Kokereien, Pumpstationen, einem Kraftwerk und Wohnungen für die Arbeiter befasste. Von 1946 bis 1948 war sie Dozentin für Innenausbau an der Staatlichen Hochschule für Werkkunst in Dresden.
1948 ließ sie sich als freiberufliche Architektin in Walldorf (Hessen) nieder und entwarf Möbel. Als neues Mitglied des Deutschen Werkbunds gestaltete sie 1949 dessen erste Nachkriegsausstellung „Neues Wohnen“ in Köln, wo sie eigene Möbelentwürfe und einen Musterkindergarten präsentierte. 1949 plante sie als freie Mitarbeiterin im Büro des Architekten Hans Schwippert den Innenausbau des Deutschen Bundestages in Bonn. Es folgten die Innenausstattung zweier Ministerien, des Gästehauses der Bundesregierung („Viktorshöhe“) und des Bundeskanzleramts. Daneben realisierte sie den Umbau eines Hotels in Koblenz, die Inneneinrichtung eines Ledigenheims und verschiedener Gymnasien, vier Laubenganghäuser für Ostflüchtlinge und mehrere Einfamilienhäuser in Köln sowie die katholische Auslandsmission. 1950 eröffnete sie ihr eigenes Büro in Bonn und arbeitete an mittelgroßen Projekten wie dem Umbau des Einrichtungshauses Teppich-Schlüter. 1951/1952 baute sie aus ihrem Interesse für nachhaltiges Bauen und erneuerbare Energien heraus Bonns erstes Ytong-Musterhaus. 1951 beteiligte sie sich an der Ausstellung „So wohnen“ in Bonn. Im Rahmen der Interbau Berlin 1957 entwarf Meyer-Waldeck visionäre Mehrfamilienhäuser und Wohnmodelle für verschiedene Familienkonstellationen. Gemeinsam mit Hilde Weström entwickelte sie mehrere Einrichtungsvorschläge für die Ausstellung „Das Wohnen in der Stadt von morgen“. 1958 oblag ihr die Ausstellungsarchitektur der Abteilung „Der persönliche Bedarf“ im Deutschen Pavillon (Architekt: Egon Eiermann) bei der Weltausstellung in Brüssel. Ihr letztes Projekt war 1962 ein Studentinnenwohnheim in Bonn. Sie war eine der wenigen weiblichen Mitglieder im Bund Deutscher Architekten (BDA) und im Deutschen Frauenbund und verfasste zahlreiche Fachartikel.